# Себастьян Вілья
Себастьян Вілья (ісп. Sebastián Villa, 21 лютого 1992) — колумбійський стрибун у воду.
Учасник Олімпійських Ігор 2012, 2016, 2020 років.